# Heuchlingen
Heuchlingen è un comune tedesco di 1 872 abitanti situato nel land del Baden-Württemberg.